# George Douglas (2. hrabia Dunbarton)
George Douglas (1687–1749) – brytyjski arystokrata (2. hrabia Dunbarton) i dyplomata.
Jego ojciec George Douglas, 1. hrabia Dunbarton (zm. 1692) był Jakobitą – stronnikiem Jakuba II Stuarta, za którym podążył do Francji.
George Douglas, 2. hrabia Dunbarton wrócił w 1710 roku z Francji do Londynu, pojednał się z Jerzym Hanowerskim i wstąpił do służb dyplomatycznych.
W roku 1716 był ambasadorem Wielkiej Brytanii w Rosji. Ciągle czuł się związany z Francją, gdyż zmarł w Douai w 1749 roku.